# Дело (газета, Киев)
Delo.UA — украинский бизнес-портал (входит в ТОП-5 в своей категории), подробно освещающий темы бизнеса, экономики, промышленности, энергетики, финансов, инвестиций, HR, PR, политики, ритейла, медицины и других важных экономических сфер. Первый номер газеты «Дело» на бумаге вышел в свет 19 октября 2005 года. С 2012 года издание полностью перешло в онлайн режим по адресу: delo.ua.
Издается медиа-компанией Ekonomika Communication Hub, в активе которой также есть и другие СМИ: серия независимых рейтингов различных сегментов украинского бизнеса «ТОП-100. Рейтинги крупнейших», площадка для профессионального общения и развития всех, кто связан маркетингом, рекламой и PR и медиа Marketing Media Review, креативная онлайн-платформа для деловых мам, успешных в родительстве и в карьере WoMo.

## Редакция
Главным редактором газеты «Дело» до ноября 2010 года являлась Галина Панченко. На этой должности её сменила Светлана Панюшкина, затем - Екатерина Венжик и Дарья Куренкова. В 2019 году главным редактором бизнес-портала Delo.ua стал Вячеслав Мироненко, а в конце 2019 года его сменил Андрей Лохматов. По состоянию на 2021 год, в редакции работает 20 человек. 

## Владелец Издательства «Экономика»
С 1995 и до 2005 года у Издательства «Экономика» было три совладельца — Ляшенко Игорь, Шум Станислав и Отченаш Анатолий (инвесткомпания «Автоальянс-XXI век»). В 2005 году Отченаш Анатолий продал свою часть акций и вышел из бизнеса. В то же время были привлечены новые акционеры — издательская группа Handelsblatt Publishing Group (Германия) — 51 % акций, Павел Мирослав — 20 % акций.
В 2008 году Handelsblatt Publishing Group приняли решение покинуть рынок Восточной Европы и Украину в том числе. Летом того же года контрольный пакет акций Издательства «Экономика» был куплен управляющей компанией бизнеса Виктора Пинчука EastOne и составил 71 % акций.
С 1 ноября 2014 года медиа-компания не принадлежит олигархическим группам и кланам. Она получила независимость в результате процедуры выкупа прав владения менеджментом компании: Ирина Рубис, занимавшая должность CEO издательства, выкупила его у Eastone LLC East one.
1 февраля 2019 года Ирина Рубис продала бизнес-медиа бюро Экономика+ и входящие в него СМИ днепровскому бизнесмену Константину Паршину. 

## Резонансные публикации
Delo.UA неоднократно публиковала статьи, вызывавшие широкий резонанс в политической и экономической жизни Украины.
- Февраль 2008 г.: Lionebank

В феврале 2008 г. редакция «Дело» провела журналистское расследование деятельности компании Lionebank. Газета предупредила читателей о том, что по сути Lionebank является финансовой пирамидой, а сотрудничество с компанией небезопасно с точки зрения отечественного законодательства. Впоследствии эти сведения подтвердились: компания рухнула, руководство Lionebank оказалось за решеткой, а тысячи доверчивых клиентов компании до сих пор пытаются вернуть свои деньги.
- Март 2008 г.: King’s Capital

Ещё одной аферой, о которой «Дело» предупредило своих читателей, стала группа компаний King’s Capital. «Дело» указало на рискованность вложений денег в King’s Capital, отсутствие гарантий возвращения средств и непрозрачность бизнес-схем компании. Предположения о возможном мошенничестве оказались истинными — в ноябре 2008 года был арестован руководитель King’s Capital Бандурченко Александр. А МВД Украины открыло уголовное дело по деятельности группы компаний King’s Capital.
- 2013

В 2013 году Delo.UA стало инициатором проекта «В поисках Made in Ukraine», который вскоре перерос в масштабное движение по поддержке национальных производителей, включающее сейчас онлайн-проект, программу на ТВ, фестиваль-ярмарки и уникальный по своему формату «Украинский ужин».